# Samsun
Samsun är en hamnstad i provinsen Samsun vid svartahavskusten i norra Turkiet.
Storstadskommunen Samsun består av de fyra distrikten (med folkmängd i slutet av 2011) İlkadım (312 185), Atakum (131 355), Canik (91 861) och Tekkeköy (49 245), vilka tillsammans har 584 646 invånare.

## Näringsliv och kommunikationer
Samsun har en god, modern hamn, och är Turkiets största hamnstad vid svartahavskusten. Härifrån utskeppas bland annat tobak, spannmål och ull. Staden har färjeförbindelse med Tjornomorsk i Ukraina och järnvägsförbindelse till Sivas, omkring 18 mil söder om staden. En flygplats finns omkring 2,5 mil öster om Samsun. Industrier i staden är bland annat textil- och konstgödselindustri. Här produceras även farmaceutiska produkter, möbler och tobak.

## Historia
Staden grundades som Amisos av bosättare från Miletos på 600-talet f.Kr. (den kom senare att på grekiska heta Σαμψούντα, Sampsoúnta). Under Mithridates VI Eupator var Amisos omväxlande med Sinope de pontiska konungarnas residensstad.
I det osmanska riket var Samsun huvudstad i ett sancak i vilâyetet Trabezon. I början av 1900-talet hade staden 11 000 invånare.

## Kultur och utbildning
Staden har ett universitet, Atatürk-universitetet, grundat 1975. Pazar-moskén i staden är från 1200-talet.

## Sport
Fotbollslaget Samsunspor spelar 2022 i Turkiets näst högsta liga.